# Darova
Darova là một xã thuộc hạt Timiș, România. Dân số thời điểm năm 2002 là 3060 người.